# Хипстър
Хипстър (на английски: hipster) е термин, който дефинира съвременното схващане за субкултура, съставена от индивиди със средна възраст от 15 до 45 години, които често принадлежат към средната класа, различават се с независим начин на мислене, антиконформисти по поведение, деятели на контракултурата, почитатели на съвременното изкуство, почитатели на локалната инди рок музика.

## Произход
Наименованието хипстър се въвежда с развитието на джаза от 1940-те, за да индикира нарастващата сцена и нарече почитателите на музикалния жанр по този начин. За първи път думата хипстър е употребена в кратък справочник „For Characters Who Don't Dig Jive Talk“, който бива включен в албума 'Boogie Woogie In Blue' на Хари Гибсън от 1944 г. Текстът, посветен на хипстърите, ги описва като хора, които харесват джаза.
През 1940 г. Джак Керуак описва хипстърите в романа си „По пътя“ като авантюристи, които прекосяват Америка на стоп, като използва термина битници. Въпреки предходните етикети, поставени от Керуак и Хари Гибсън, Норман Мейлър дава най-изчерпателното определение на движението в есето си „The White Negro“ – американски екзистенциалисти, които предпочитат да скъсат с обществото, за да изживеят императивите на собствената си същност.

## Съвременно схващане

### Музикално влияние
Днес популярната в Европа и Америка хипстър дефиниция е променила нюансите си. Субкултурните представители слушат предимно инди рок – жанр музика, който по своето естество вписва в себе си пост-пънк звучене, ню уейв, фолк, psychedelic, бритпоп и експериментален рок. Инди музикантите се отличават по това, че отказват да записват с четирите гигантски музикални компании (Sony BMG, Warner Music Group, EMI, Universal). Като алтернатива, бандите създават собствени локални лейбъли, като залагат на гаражното и експериментално звучене. По този начин музикантите насърчават творческите си възможности, противопоставяйки се на тенденциозното и комерсиално звучене на останалите рок звезди.

### Социално поведение
Подобно на инди рок музикантите, хипстърите отричат масовото консуматорско общество чрез начина си на обличане. Те предпочитат vintage бутиците и дрехите втора употреба. За предпочитане са тесните унисекс дънки, old school кецовете All Stars, големите очила с плътни рамки и каскетите. Популярни остават асиметричните прически, като преобладаващи са буклите и къдриците. По своето естество хипстърите са несравними лидери в последните културни, модни и музикални тенденции.
Противно на общественото схващане, хипстърите държат на качественото и престижно образование. Масата от тях посещава курсове по визуални изкуства, мода, комуникации или други специалности и науки, които предполагат творчески начин на мислене.
Хипстърите изпъкват с развитото си толерантно светоусещане като отричат расизма. Неслучайно в рамките на хипстър-културата се наблюдават най-голям брой смесени бракове.
Критици и анализатори на движението описват хипстърите като поддръжници на постмодернизма и сюрреализма. Те твърдят, че се превръщат в съвременни концептуалисти, които не се страхуват да бъдат себе си.